# سياسة الملكية الفكرية
تتضمن سياسة الملكية الفكرية السياسات والإجراءات التي وضعتها شركة أو دولة أو مؤسسة والتي تتعلق بإنشاء الملكية الفكرية الخاصة بها أو استخدامها أو نشرها. الغرض من سياسة الملكية الفكرية هو تعزيز إنشاء المعرفة ونشرها وتوفير اليقين في الحقوق الفردية والمؤسسية المرتبطة بالملكية وتوزيع الفوائد التي قد تنشأ عن تكوين الملكية الفكرية. 

## أنواع سياسات الملكية الفكرية المختلفة
تعبّر سياسات الملكية الفكرية الوطنية عن نية الدولة في استخدام نظام الملكية الفكرية بطريقة محددة لتحقيق هدف محدد. إن الاستراتيجيات الوطنية للملكية الفكرية هي التدابير التي تتخذها الحكومة لتحقيق أهداف سياسة الملكية الفكرية الخاصة بها. تعمل العديد من السياسات والاستراتيجيات المتعلقة بالملكية الفكرية على تعزيز البحث والابتكار وتشجيع نقل التكنولوجيا ونشرها.  
سياسات الملكية الفكرية المؤسسية هي سياسات تضعها الجامعات أو مؤسسات البحث لمعالجة مسائل الملكية الفكرية التي قد تواجهها أثناء التعاون مع أطراف خارجية وتسويق البحث الأكاديمي. يجب أن تتوافق سياسة الملكية الفكرية المؤسسية مع جميع السياسات والاستراتيجيات الوطنية ذات الصلة. ستكون هناك حالات تضع فيها القوانين الوطنية قيوداً على كيفية تعامل الجامعات ومؤسسات البحث الفردية مع حقوق الملكية الفكرية أو تقاسم الفوائد. مع مراعاة هذه القيود، يجوز لكل مؤسسة تنظيم مبادئ ملكية حقوق الملكية الفكرية من خلال سياستها الداخلية المتعلقة بالملكية الفكرية وعقود التوظيف وغيرها من الترتيبات التعاقدية. 
سياسات الملكية الفكرية للشركات هي سياسات وضعتها الشركة لتوفير إرشادات عامة تتعلق بأهمية تحديد الملكية الفكرية الداخلية، وإدارة الكشف عن الملكية الفكرية للعملاء أو الموردين أو أطراف ثالثة أخرى، وتلخيص أهداف ملكية الملكية الفكرية، وتحديد الشروط النموذجية للتفاعل مع الشركاء الاستراتيجيين وما إلى ذلك.

## سياسات الملكية الفكرية للجامعات ومؤسسات البحث
يمكن للجامعات ومؤسسات البحث التي تسعى إلى الشراكة مع الصناعة أو المنظمات الأخرى أن تعتمد سياسة لإدارة الملكية الفكرية ونقل التكنولوجيا بشكلٍ فعالٍ. توفّر مثل هذه السياسات البنية والقدرة على التنبؤ والبيئة حيث يمكن لشركاء التسويق (الرعاة الصناعيين والمستشارين والمنظمات غير الربحية والشركات الصغيرة والمتوسطة والحكومات) وأصحاب المصلحة في البحث (الباحثون والفنيون والطلاب والباحثون الزائرون وما إلى ذلك) الوصول إلى المعرفة والتكنولوجيا والملكية الفكرية ومشاركتها. 
تتضمن الأهداف الرئيسية لسياسة الملكية الفكرية المؤسسية توفير اليقين القانوني، وتعزيز البحث العلمي والتطوير التقني، وتشجيع الباحثين على النظر في الفرص الممكنة لاستغلال الاختراع لزيادة تدفق الفوائد المحتملة للمجتمع، وتوفير بيئة تدعم الابتكار والتطوير، وتحقيق التوازن بين المصالح المتضاربة المختلفة للجامعات والصناعة والمجتمع، وضمان الامتثال للقوانين واللوائح الوطنية المعمول بها.
سياسة الملكية الفكرية المؤسسية هي وثيقة رسمية تتعامل عادة مع:
- الملكية الفكرية والحق في استخدامها
- الإجراءات الخاصة بتحديد الملكية الفكرية وتقييمها وحمايتها وإدارتها؛
- إجراءات التعاون مع أطراف ثالثة؛
- المبادئ التوجيهية بشأن تقاسم الأرباح من التسويق الناجح؛
- آليات لضمان احترام حقوق الملكية الفكرية للغير. [4]

عادةً ما تكون سياسة الملكية الفكرية المؤسسية جزءاً من الإطار التنظيمي الأوسع للمؤسسة. وعليه، يجب أن تكون هذه السياسة متّسقة ومتوافقة مع القوانين أو السياسات الأخرى المعمول بها، وخاصة تلك المرتبطة بشكل وثيق بنطاق سياسة الملكية الفكرية المؤسسية، وهو ما ينطبق بشكل خاص على السياسات التي تنظم:
- نوعاً محدداً من الملكية الفكرية أو الأصول (على سبيل المثال حقوق التأليف والنشر، والعلامات التجارية، ونماذج المنفعة، والبرمجيات )؛
- ملكية المواد المحمية بحقوق التأليف والنشر التي أنشأها الموظفون والطلاب بما في ذلك، على سبيل المثال لا الحصر، المواد التعليمية، ومواد الدورات التدريبية، والبرمجيات، والأطروحات، وتقارير المشاريع والأطروحات؛
- التعاون مع القطاعات الصناعية؛
- استخدام مواد أنتجتها أطراف خارجية؛
- التعامل مع انتهاك حقوق التأليف والنشر؛
- الترخيص وتخصيص الحقوق؛
- تطبيق القيود والاستثناءات على حقوق التأليف والنشر؛
- المحتوى الذي ينشئه المستخدم في التعلم الإلكتروني؛
- سياسات واستراتيجيات الوصول المفتوح؛
- حقوق التأليف والنشر ذات العلاقة بالمواد التي راجعها الأقران؛
- مشاكل الملكية الفكرية في المواقع الإلكترونية؛
- الموارد التعليمية المفتوحة (OER)؛
- السرية؛
- عمل مكتب نقل التكنولوجيا في المؤسسة (إن وجد)؛
- إنشاء شركات فرعية مؤسسية.

لا يمكن تطبيق سياسة نموذجية واحدة على جميع المؤسسات أو الدول أو الشركات، وذلك لوجود فروق خاصة بكل دولة ومستويات مختلفة من قدرة الشركات المحلية على إدراك قيمة المعلومات الخارجية الجديدة واستيعابها وتطبيقها لأغراض تجارية.
علاوة على ذلك، لا تزال الدول والمؤسسات تجرّب سياسات وممارسات مؤسسية مختلفة في مجال الملكية الفكرية، وتجمع الأدلة حول ما ينجح وما لا ينجح. في بعض الدول، من الضروري تشغيل نظام إدارة الملكية الفكرية الذي يتوافق مع سياسة الملكية الفكرية الوطنية. قد يوصى بجعل السياسة متاحة بسهولة وبشكل عام في مؤسسة التعليم العالي، كما هو الحال في أيرلندا، حيث أظهر تقرير عام 2018 أن 91٪ من المؤسسات المدروسة تتيح سياسة الملكية الفكرية للجمهور على موقعها على الإنترنت.  تستضيف المنظمة العالمية للملكية الفكرية قاعدة بيانات لسياسات الملكية الفكرية والأدلة والاتفاقيات النموذجية من الجامعات ومؤسسات البحث في جميع أنحاء العالم. 

## روابط خارجية
- مجموعة أدوات لامبرت
- مجموعة أدوات الويبو